# Élections cantonales de 2011 dans la Côte-d'Or
Les élections cantonales ont eu lieu les 20 et 27 mars 2011.

## Contexte départemental

### Assemblée départementale sortante
Avant les élections, le conseil général de la Côte-d'Or est présidé par François Sauvadet (NC). Il comprend 43 conseillers généraux issus des 43 cantons de la Côte-d'Or. 21 d'entre eux sont renouvelables lors de ces élections. 
| Parti                             | Sigle | Élus |
| --------------------------------- | ----- | ---- |
| Majorité (22 sièges)              |       |      |
| Union pour un mouvement populaire | UMP   | 11   |
| Divers droite                     | DVD   | 8    |
| Nouveau Centre                    | NC    | 3    |
| Opposition (21 sièges)            |       |      |
| Parti socialiste                  | PS    | 12   |
| Divers gauche                     | DVG   | 6    |
| Parti radical de gauche           | PRG   | 3    |
| Président du conseil général      |       |      |
| François Sauvadet (NC)            |       |      |

## Résultats à l'échelle du département

### Résultats en nombre de sièges
| Parti | Sièges mis en jeu | Élus | Évolution |
| ----- | ----------------- | ---- | --------- |
| UMP   | 8                 | 7    | -1        |
| PS    | 5                 | 4    | -1        |
| DVG   | 4                 | 4    | =         |
| DVD   | 1                 | 3    | +2        |
| NC    | 2                 | 2    | =         |
| PRG   | 1                 | 1    | =         |

### Assemblée départementale à l'issue des élections
| Parti                             | Sigle | Élus |
| --------------------------------- | ----- | ---- |
| Majorité (23 sièges)              |       |      |
| Union pour un mouvement populaire | UMP   | 12   |
| Divers droite                     | DVD   | 8    |
| Nouveau Centre                    | NC    | 2    |
| Mouvement Démocrate               | MoDem | 1    |
| Opposition (20 sièges)            |       |      |
| Parti socialiste                  | PS    | 11   |
| Divers gauche                     | DVG   | 6    |
| Parti radical de gauche           | PRG   | 3    |
| Président du conseil général      |       |      |
| François Sauvadet (NC)            |       |      |

## Résultats par canton

### Canton d'Aignay-le-Duc
| Candidats      | Candidats        | Étiquette      | Premier tour | Premier tour | Second tour | Second tour |
| Candidats      | Candidats        | Étiquette      | Voix         | %            | Voix        | %           |
| -------------- | ---------------- | -------------- | ------------ | ------------ | ----------- | ----------- |
|                | Henri Julien *   | UMP            | 381          | 45,79        | 434         | 53,19       |
|                | Richard Hennick  | DVG            | 265          | 30,65        | 382         | 46,81       |
|                | Philippe Richard | FN             | 128          | 15,38        |             |             |
|                | Sophie Rauszer   | PG             | 68           | 8,17         |             |             |
|                |                  |                |              |              |             |             |
| Inscrits       | Inscrits         | Inscrits       | 1 360        | 100,00       | 1 360       | 100,00      |
| Abstentions    | Abstentions      | Abstentions    | 490          | 36,03        | 479         | 35,22       |
| Votants        | Votants          | Votants        | 870          | 63,97        | 881         | 64,78       |
| Blancs et nuls | Blancs et nuls   | Blancs et nuls | 38           | 4,37         | 65          | 7,38        |
| Exprimés       | Exprimés         | Exprimés       | 832          | 95,63        | 816         | 92,62       |

*sortant

### Canton d'Arnay-le-Duc
| Candidats      | Candidats        | Étiquette      | Premier tour | Premier tour |
| Candidats      | Candidats        | Étiquette      | Voix         | %            |
| -------------- | ---------------- | -------------- | ------------ | ------------ |
|                | Pierre Gobbo *   | DVG            | 1 385        | 57,90        |
|                | Claude Chave     | UMP            | 711          | 29,72        |
|                | Antony Madore    | FN             | 226          | 9,45         |
|                | Jean-René Rouget | PCF            | 70           | 2,93         |
|                |                  |                |              |              |
| Inscrits       | Inscrits         | Inscrits       | 4 066        | 100,00       |
| Abstentions    | Abstentions      | Abstentions    | 1 618        | 39,79        |
| Votants        | Votants          | Votants        | 2 448        | 60,21        |
| Blancs et nuls | Blancs et nuls   | Blancs et nuls | 56           | 2,29         |
| Exprimés       | Exprimés         | Exprimés       | 2 392        | 97,71        |

*sortant

### Canton d'Auxonne
| Candidats      | Candidats             | Étiquette      | Premier tour | Premier tour | Second tour | Second tour |
| Candidats      | Candidats             | Étiquette      | Voix         | %            | Voix        | %           |
| -------------- | --------------------- | -------------- | ------------ | ------------ | ----------- | ----------- |
|                | Raoul Langlois        | UMP            | 1 070        | 23,79        | 1 664       | 43,29       |
|                | Dominique Girard      | DVD            | 929          | 20,65        | 2 180       | 56,71       |
|                | David Treca           | FN             | 837          | 18,61        |             |             |
|                | Jean-Paul Vadot       | DVG            | 793          | 17,63        |             |             |
|                | Bernard Krempp        | Cap21          | 385          | 8,56         |             |             |
|                | Jean-Luc Boulegue     | PCF            | 297          | 6,60         |             |             |
|                | Pierre-Louis Monteiro | MoDem          | 187          | 4,16         |             |             |
|                |                       |                |              |              |             |             |
| Inscrits       | Inscrits              | Inscrits       | 9 922        | 100,00       | 9 922       | 100,00      |
| Abstentions    | Abstentions           | Abstentions    | 5 329        | 53,71        | 5 541       | 55,85       |
| Votants        | Votants               | Votants        | 4 593        | 46,29        | 4 381       | 44,15       |
| Blancs et nuls | Blancs et nuls        | Blancs et nuls | 95           | 2,07         | 537         | 12,26       |
| Exprimés       | Exprimés              | Exprimés       | 4 498        | 97,93        | 3 844       | 87,74       |

### Canton de Beaune-Nord
| Candidats      | Candidats              | Étiquette      | Premier tour | Premier tour | Second tour | Second tour |
| Candidats      | Candidats              | Étiquette      | Voix         | %            | Voix        | %           |
| -------------- | ---------------------- | -------------- | ------------ | ------------ | ----------- | ----------- |
|                | Denis Thomas *         | UMP            | 2 178        | 49,20        | 3 186       | 76,60       |
|                | Dominique Mottais      | FN             | 684          | 15,45        | 973         | 23,40       |
|                | Éric Taufflieb         | PS             | 629          | 14,21        |             |             |
|                | Jean-Luc Boulegue      | PG             | 413          | 9,33         |             |             |
|                | Jean-Pierre Duplus     | EÉLV           | 283          | 6,39         |             |             |
|                | Franck-Henry Sylvestre | MoDem          | 240          | 5,42         |             |             |
|                |                        |                |              |              |             |             |
| Inscrits       | Inscrits               | Inscrits       | 11 399       | 100,00       | 11 385      | 100,00      |
| Abstentions    | Abstentions            | Abstentions    | 6 878        | 60,34        | 6 774       | 59,50       |
| Votants        | Votants                | Votants        | 4 521        | 39,66        | 4 611       | 40,50       |
| Blancs et nuls | Blancs et nuls         | Blancs et nuls | 94           | 2,08         | 452         | 9,80        |
| Exprimés       | Exprimés               | Exprimés       | 4 427        | 97,92        | 4 159       | 90,20       |

*sortant

### Canton de Bligny-sur-Ouche
| Candidats      | Candidats           | Étiquette      | Premier tour | Premier tour |
| Candidats      | Candidats           | Étiquette      | Voix         | %            |
| -------------- | ------------------- | -------------- | ------------ | ------------ |
|                | Gabriel Moulin *    | DVG            | 718          | 52,03        |
|                | Pascal Janiskewski  | UMP            | 345          | 25,00        |
|                | Jean-Claude Volpato | FN             | 167          | 12,10        |
|                | Christine Durnerin  | EÉLV           | 93           | 6,74         |
|                | Christophe Monin    | PCF            | 57           | 4,13         |
|                |                     |                |              |              |
| Inscrits       | Inscrits            | Inscrits       | 2 427        | 100,00       |
| Abstentions    | Abstentions         | Abstentions    | 1 016        | 41,86        |
| Votants        | Votants             | Votants        | 1 411        | 58,14        |
| Blancs et nuls | Blancs et nuls      | Blancs et nuls | 31           | 2,20         |
| Exprimés       | Exprimés            | Exprimés       | 1 380        | 97,80        |

*sortant

### Canton de Dijon-4
| Candidats      | Candidats             | Étiquette      | Premier tour | Premier tour | Second tour | Second tour |
| Candidats      | Candidats             | Étiquette      | Voix         | %            | Voix        | %           |
| -------------- | --------------------- | -------------- | ------------ | ------------ | ----------- | ----------- |
|                | Roland Ponsaâ *       | PS             | 1 621        | 43,17        | 2 584       | 70,49       |
|                | Pierre Jacob          | UMP            | 632          | 16,83        | 1 082       | 29,51       |
|                | Florian Lauquin       | FN             | 575          | 15,31        |             |             |
|                | Ahmad Hussein         | EÉLV           | 353          | 9,40         |             |             |
|                | Isabelle De Almeida   | PCF            | 246          | 6,55         |             |             |
|                | Christophe Berthier   | MoDem          | 152          | 4,05         |             |             |
|                | Malika Gauthié        | GM             | 97           | 2,58         |             |             |
|                | Marie-France Villaume | POI            | 79           | 2,10         |             |             |
|                |                       |                |              |              |             |             |
| Inscrits       | Inscrits              | Inscrits       | 10 361       | 100,00       | 10 361      | 100,00      |
| Abstentions    | Abstentions           | Abstentions    | 6 523        | 62,96        | 6 436       | 62,12       |
| Votants        | Votants               | Votants        | 3 838        | 37,04        | 3 925       | 37,88       |
| Blancs et nuls | Blancs et nuls        | Blancs et nuls | 83           | 2,16         | 259         | 6,60        |
| Exprimés       | Exprimés              | Exprimés       | 3 755        | 97,84        | 3 666       | 93,40       |

*sortant

### Canton de Dijon-5
| Candidats      | Candidats                | Étiquette      | Premier tour | Premier tour | Second tour | Second tour |
| Candidats      | Candidats                | Étiquette      | Voix         | %            | Voix        | %           |
| -------------- | ------------------------ | -------------- | ------------ | ------------ | ----------- | ----------- |
|                | Laurent Grandguillaume * | PS             | 3 295        | 50,31        | 4 408       | 68,36       |
|                | Lionel Fourré            | UMP            | 1 310        | 20,00        | 2 040       | 31,64       |
|                | Jérémy Lambert           | FN             | 862          | 13,16        |             |             |
|                | Mickaël Rialland         | EÉLV           | 525          | 8,02         |             |             |
|                | Pierre Campagnac         | FDG            | 291          | 4,44         |             |             |
|                | Jérôme Gagniarre         | AEI            | 158          | 2,41         |             |             |
|                | Yves-Louis Simonin       | POI            | 108          | 1,65         |             |             |
|                |                          |                |              |              |             |             |
| Inscrits       | Inscrits                 | Inscrits       | 16 126       | 100,00       | 16 126      | 100,00      |
| Abstentions    | Abstentions              | Abstentions    | 9 436        | 58,51        | 9 313       | 57,75       |
| Votants        | Votants                  | Votants        | 6 690        | 41,49        | 6 813       | 42,25       |
| Blancs et nuls | Blancs et nuls           | Blancs et nuls | 141          | 2,11         | 365         | 5,36        |
| Exprimés       | Exprimés                 | Exprimés       | 6 549        | 97,89        | 6 448       | 94,64       |

*sortant

### Canton de Dijon-6
| Candidats      | Candidats                 | Étiquette      | Premier tour | Premier tour | Second tour | Second tour |
| Candidats      | Candidats                 | Étiquette      | Voix         | %            | Voix        | %           |
| -------------- | ------------------------- | -------------- | ------------ | ------------ | ----------- | ----------- |
|                | François-Xavier Dugourd * | UMP            | 2 992        | 47,69        | 3 542       | 53,98       |
|                | Françoise Tenenbaum       | PS             | 2 099        | 33,46        | 3 020       | 46,02       |
|                | Christophe Zander         | EÉLV           | 574          | 9,15         |             |             |
|                | Gérard Pierre             | FDG            | 277          | 4,42         |             |             |
|                | Pascal Moriou             | DLR            | 201          | 3,20         |             |             |
|                | Christiane Estève         | AEI            | 131          | 2,09         |             |             |
|                |                           |                |              |              |             |             |
| Inscrits       | Inscrits                  | Inscrits       | 13 385       | 100,00       | 13 385      | 100,00      |
| Abstentions    | Abstentions               | Abstentions    | 6 985        | 52,19        | 6 588       | 49,22       |
| Votants        | Votants                   | Votants        | 6 400        | 47,81        | 6 797       | 50,78       |
| Blancs et nuls | Blancs et nuls            | Blancs et nuls | 126          | 1,97         | 235         | 3,46        |
| Exprimés       | Exprimés                  | Exprimés       | 6 274        | 98,03        | 6 562       | 96,54       |

*sortant

### Canton de Fontaine-lès-Dijon
| Candidats      | Candidats          | Étiquette      | Premier tour | Premier tour | Second tour | Second tour |
| Candidats      | Candidats          | Étiquette      | Voix         | %            | Voix        | %           |
| -------------- | ------------------ | -------------- | ------------ | ------------ | ----------- | ----------- |
|                | Gilbert Menut *    | UMP            | 4 933        | 49,37        | 5 743       | 54,84       |
|                | Emmanuel Debost    | PS             | 2 967        | 29,70        | 4 729       | 45,16       |
|                | Émilie Mallet      | EÉLV           | 1201         | 12,02        |             |             |
|                | Jean-Michel Dorlet | PG             | 575          | 5,76         |             |             |
|                | Roland Essayan     | AEI            | 315          | 3,15         |             |             |
|                |                    |                |              |              |             |             |
| Inscrits       | Inscrits           | Inscrits       | 23 326       | 100,00       | 23 326      | 100,00      |
| Abstentions    | Abstentions        | Abstentions    | 13 032       | 55,87        | 12 459      | 53,41       |
| Votants        | Votants            | Votants        | 10 294       | 44,13        | 10 867      | 46,59       |
| Blancs et nuls | Blancs et nuls     | Blancs et nuls | 303          | 2,94         | 395         | 3,63        |
| Exprimés       | Exprimés           | Exprimés       | 9 991        | 97,06        | 10 472      | 96,37       |

*sortant

### Canton de Gevrey-Chambertin
| Candidats      | Candidats            | Étiquette      | Premier tour | Premier tour | Second tour | Second tour |
| Candidats      | Candidats            | Étiquette      | Voix         | %            | Voix        | %           |
| -------------- | -------------------- | -------------- | ------------ | ------------ | ----------- | ----------- |
|                | Jean-Claude Robert * | PS             | 2 273        | 39,77        | 3 090       | 55,89       |
|                | Hubert Poullot       | UMP            | 1 720        | 30,09        | 2 439       | 44,11       |
|                | Francis Fabin        | FN             | 913          | 15,97        |             |             |
|                | Eugène Krempp        | EÉLV           | 561          | 9,81         |             |             |
|                | Éric Michon          | PCF            | 249          | 4,36         |             |             |
|                |                      |                |              |              |             |             |
| Inscrits       | Inscrits             | Inscrits       | 11 352       | 100,00       | 11 354      | 100,00      |
| Abstentions    | Abstentions          | Abstentions    | 5 534        | 48,75        | 5 507       | 48,50       |
| Votants        | Votants              | Votants        | 5 817        | 51,25        | 5 847       | 51,50       |
| Blancs et nuls | Blancs et nuls       | Blancs et nuls | 101          | 1,74         | 318         | 5,44        |
| Exprimés       | Exprimés             | Exprimés       | 5 716        | 98,26        | 5 529       | 94,56       |

*sortant

### Canton de Grancey-le-Château-Neuvelle
| Candidats      | Candidats           | Étiquette      | Premier tour | Premier tour |
| Candidats      | Candidats           | Étiquette      | Voix         | %            |
| -------------- | ------------------- | -------------- | ------------ | ------------ |
|                | Alain Houpert *     | DVD            | 483          | 67,55        |
|                | Jacqueline Follea   | PS             | 215          | 30,07        |
|                | Jean-Claude Cinquin | PG             | 17           | 2,38         |
|                |                     |                |              |              |
| Inscrits       | Inscrits            | Inscrits       | 969          | 100,00       |
| Abstentions    | Abstentions         | Abstentions    | 224          | 23,12        |
| Votants        | Votants             | Votants        | 745          | 76,88        |
| Blancs et nuls | Blancs et nuls      | Blancs et nuls | 30           | 4,03         |
| Exprimés       | Exprimés            | Exprimés       | 715          | 95,97        |

*sortant

### Canton d'Is-sur-Tille
| Candidats      | Candidats         | Étiquette      | Premier tour | Premier tour | Second tour | Second tour |
| Candidats      | Candidats         | Étiquette      | Voix         | %            | Voix        | %           |
| -------------- | ----------------- | -------------- | ------------ | ------------ | ----------- | ----------- |
|                | Charles Barrière  | UMP            | 1 768        | 36,76        | 2 701       | 54,48       |
|                | Michel Maillot *  | PS             | 1 631        | 33,91        | 2 257       | 45,52       |
|                | Gérald Buffy      | FN             | 719          | 14,95        |             |             |
|                | François Ducol    | EÉLV           | 295          | 6,13         |             |             |
|                | Stéphen Daloz     | MoDem          | 156          | 3,24         |             |             |
|                | Brahim Bedreddine | PCF            | 155          | 3,22         |             |             |
|                | Laura Sabatier    | DVD            | 86           | 1,79         |             |             |
|                |                   |                |              |              |             |             |
| Inscrits       | Inscrits          | Inscrits       | 9 299        | 100,00       | 9 297       | 100,00      |
| Abstentions    | Abstentions       | Abstentions    | 4 434        | 47,68        | 4 121       | 44,33       |
| Votants        | Votants           | Votants        | 4 865        | 52,32        | 5 176       | 55,67       |
| Blancs et nuls | Blancs et nuls    | Blancs et nuls | 55           | 1,13         | 218         | 4,21        |
| Exprimés       | Exprimés          | Exprimés       | 4 810        | 98,87        | 4 958       | 95,79       |

*sortant

### Canton de Mirebeau-sur-Bèze
| Candidats      | Candidats          | Étiquette      | Premier tour | Premier tour | Second tour | Second tour |
| Candidats      | Candidats          | Étiquette      | Voix         | %            | Voix        | %           |
| -------------- | ------------------ | -------------- | ------------ | ------------ | ----------- | ----------- |
|                | Laurent Thomas     | UMP            | 1 072        | 31,93        | 1 778       | 55,30       |
|                | Isabelle Lajoux    | PS             | 656          | 19,54        | 1 437       | 44,70       |
|                | Emmanuel Romualdo  | FN             | 562          | 16,74        |             |             |
|                | Pierre-Alain Barot | DVG            | 546          | 16,26        |             |             |
|                | Alain Bardot       | PCF            | 371          | 11,05        |             |             |
|                | Dominique Mauri    | AEI            | 141          | 4,20         |             |             |
|                | Philippe Koenig    | DVD            | 9            | 0,27         |             |             |
|                |                    |                |              |              |             |             |
| Inscrits       | Inscrits           | Inscrits       | 6 330        | 100,00       | 6 331       | 100,00      |
| Abstentions    | Abstentions        | Abstentions    | 2 892        | 45,69        | 2 856       | 45,11       |
| Votants        | Votants            | Votants        | 3 438        | 54,31        | 3 475       | 54,89       |
| Blancs et nuls | Blancs et nuls     | Blancs et nuls | 81           | 2,26         | 260         | 7,48        |
| Exprimés       | Exprimés           | Exprimés       | 3 357        | 97,64        | 3 215       | 92,52       |

### Canton de Montbard
| Candidats      | Candidats        | Étiquette      | Premier tour | Premier tour | Second tour | Second tour |
| Candidats      | Candidats        | Étiquette      | Voix         | %            | Voix        | %           |
| -------------- | ---------------- | -------------- | ------------ | ------------ | ----------- | ----------- |
|                | Laurence Porte   | NC             | 1 204        | 29,37        | 2 081       | 49,89       |
|                | Robert Grimpet * | PRG            | 1 090        | 26,59        | 2 090       | 50,11       |
|                | Josette Romualdo | FN             | 686          | 16,74        |             |             |
|                | Bruno Diano      | PG             | 429          | 10,47        |             |             |
|                | Fabienne Lepy    | DVD            | 384          | 9,37         |             |             |
|                | Robert Fourgeux  | PCF            | 306          | 7,47         |             |             |
|                |                  |                |              |              |             |             |
| Inscrits       | Inscrits         | Inscrits       | 8 192        | 100,00       | 8 192       | 100,00      |
| Abstentions    | Abstentions      | Abstentions    | 3 959        | 48,33        | 3 681       | 44,93       |
| Votants        | Votants          | Votants        | 4 233        | 51,67        | 4 511       | 55,07       |
| Blancs et nuls | Blancs et nuls   | Blancs et nuls | 134          | 3,17         | 340         | 7,54        |
| Exprimés       | Exprimés         | Exprimés       | 4 099        | 96,83        | 4 171       | 92,46       |

*sortant

### Canton de Montigny-sur-Aube
| Candidats      | Candidats          | Étiquette      | Premier tour | Premier tour | Second tour | Second tour |
| Candidats      | Candidats          | Étiquette      | Voix         | %            | Voix        | %           |
| -------------- | ------------------ | -------------- | ------------ | ------------ | ----------- | ----------- |
|                | Philippe Chardon * | UMP            | 463          | 34,60        | 608         | 45,47       |
|                | Georges Morin      | DVD            | 450          | 33,63        | 729         | 54,53       |
|                | Annick Boursot     | FN             | 204          | 15,25        |             |             |
|                | Nadia Richez       | PS             | 177          | 13,23        |             |             |
|                | Céline-Sandra Guy  | S21            | 44           | 3,29         |             |             |
|                |                    |                |              |              |             |             |
| Inscrits       | Inscrits           | Inscrits       | 2 132        | 100,00       | 2 138       | 100,00      |
| Abstentions    | Abstentions        | Abstentions    | 769          | 36,07        | 731         | 34,19       |
| Votants        | Votants            | Votants        | 1 363        | 63,93        | 1 407       | 65,81       |
| Blancs et nuls | Blancs et nuls     | Blancs et nuls | 25           | 1,83         | 70          | 4,98        |
| Exprimés       | Exprimés           | Exprimés       | 1 338        | 98,17        | 1 337       | 95,02       |

*sortant

### Canton de Nuits-Saint-Georges
| Candidats      | Candidats                  | Étiquette      | Premier tour | Premier tour | Second tour | Second tour |
| Candidats      | Candidats                  | Étiquette      | Voix         | %            | Voix        | %           |
| -------------- | -------------------------- | -------------- | ------------ | ------------ | ----------- | ----------- |
|                | Pierre-Alexandre Privolt * | DVG            | 2 097        | 41,00        | 3 139       | 64,86       |
|                | Rémi Vitrey                | UMP            | 1 175        | 22,97        | 1 701       | 35,14       |
|                | Mélanie Romualdo           | FN             | 945          | 18,48        |             |             |
|                | Philippe Schmitt           | EÉLV           | 328          | 6,41         |             |             |
|                | Gabrielle Navaresi         | S21            | 287          | 5,61         |             |             |
|                | Christophe Talmet          | MoDem          | 283          | 5,53         |             |             |
|                |                            |                |              |              |             |             |
| Inscrits       | Inscrits                   | Inscrits       | 11 083       | 100,00       | 11 082      | 100,00      |
| Abstentions    | Abstentions                | Abstentions    | 5 863        | 52,90        | 5 940       | 53,60       |
| Votants        | Votants                    | Votants        | 5 220        | 47,10        | 5 142       | 46,40       |
| Blancs et nuls | Blancs et nuls             | Blancs et nuls | 105          | 2,01         | 302         | 5,87        |
| Exprimés       | Exprimés                   | Exprimés       | 5 115        | 97,99        | 4 840       | 94,13       |

*sortant

### Canton de Pontailler-sur-Saône
| Candidats      | Candidats         | Étiquette      | Premier tour | Premier tour | Second tour | Second tour |
| Candidats      | Candidats         | Étiquette      | Voix         | %            | Voix        | %           |
| -------------- | ----------------- | -------------- | ------------ | ------------ | ----------- | ----------- |
|                | Joël Abbey *      | UMP            | 1 170        | 39,26        | 1 502       | 50,52       |
|                | Alain Brancourt   | PS             | 889          | 29,83        | 1 471       | 49,48       |
|                | Éric Tallec       | FN             | 540          | 18,12        |             |             |
|                | Stéphanie Chateau | EÉLV           | 217          | 7,28         |             |             |
|                | Bertrand Maller   | PG             | 126          | 4,23         |             |             |
|                | Patrick Muller    | AEI            | 38           | 1,28         |             |             |
|                |                   |                |              |              |             |             |
| Inscrits       | Inscrits          | Inscrits       | 5 756        | 100,00       | 5 749       | 100,00      |
| Abstentions    | Abstentions       | Abstentions    | 2 716        | 47,19        | 2 590       | 45,05       |
| Votants        | Votants           | Votants        | 3 040        | 52,81        | 3 159       | 54,95       |
| Blancs et nuls | Blancs et nuls    | Blancs et nuls | 60           | 1,97         | 186         | 5,89        |
| Exprimés       | Exprimés          | Exprimés       | 2 980        | 98,03        | 2 973       | 94,11       |

*sortant

### Canton de Saint-Jean-de-Losne
| Candidats      | Candidats      | Étiquette      | Premier tour | Premier tour | Second tour | Second tour |
| Candidats      | Candidats      | Étiquette      | Voix         | %            | Voix        | %           |
| -------------- | -------------- | -------------- | ------------ | ------------ | ----------- | ----------- |
|                | Roger Ganée *  | PS             | 1 183        | 34,97        | 1 920       | 51,57       |
|                | Rémy Boursot   | FN             | 1 143        | 33,79        | 1 803       | 48,43       |
|                | Jean Perrin    | UMP            | 879          | 25,98        |             |             |
|                | Delphine Helle | PCF            | 178          | 5,26         |             |             |
|                |                |                |              |              |             |             |
| Inscrits       | Inscrits       | Inscrits       | 7 827        | 100,00       | 7 827       | 100,00      |
| Abstentions    | Abstentions    | Abstentions    | 4 364        | 55,76        | 3 884       | 49,62       |
| Votants        | Votants        | Votants        | 3 463        | 44,24        | 3 943       | 50,38       |
| Blancs et nuls | Blancs et nuls | Blancs et nuls | 80           | 2,31         | 220         | 5,58        |
| Exprimés       | Exprimés       | Exprimés       | 3 383        | 97,69        | 3 723       | 94,42       |

*sortant

### Canton de Saint-Seine-l'Abbaye
| Candidats      | Candidats         | Étiquette      | Premier tour | Premier tour |
| Candidats      | Candidats         | Étiquette      | Voix         | %            |
| -------------- | ----------------- | -------------- | ------------ | ------------ |
|                | Catherine Louis * | NC             | 868          | 57,29        |
|                | Marc Hierholzer   | PRG            | 379          | 25,02        |
|                | Stéphane Bouvier  | FN             | 187          | 7,34         |
|                | Jean-Marie Duc    | PCF            | 81           | 3,18         |
|                |                   |                |              |              |
| Inscrits       | Inscrits          | Inscrits       | 2 547        | 100,00       |
| Abstentions    | Abstentions       | Abstentions    | 981          | 38,52        |
| Votants        | Votants           | Votants        | 1 566        | 61,48        |
| Blancs et nuls | Blancs et nuls    | Blancs et nuls | 51           | 3,26         |
| Exprimés       | Exprimés          | Exprimés       | 1 515        | 96,74        |

*sortant

### Canton de Selongey
| Candidats      | Candidats          | Étiquette      | Premier tour | Premier tour | Second tour | Second tour |
| Candidats      | Candidats          | Étiquette      | Voix         | %            | Voix        | %           |
| -------------- | ------------------ | -------------- | ------------ | ------------ | ----------- | ----------- |
|                | Christophe Leloup  | UMP            | 668          | 40,83        | 839         | 48,84       |
|                | Gérard Leguay      | DVG            | 595          | 36,37        | 879         | 51,16       |
|                | Geoffroy Beneton   | FN             | 197          | 12,04        |             |             |
|                | Patrick Varney     | EÉLV           | 111          | 6,78         |             |             |
|                | Anne-Claude Jbilou | PG             | 65           | 3,97         |             |             |
|                |                    |                |              |              |             |             |
| Inscrits       | Inscrits           | Inscrits       | 2 867        | 100,00       | 2 867       | 100,00      |
| Abstentions    | Abstentions        | Abstentions    | 1 201        | 41,89        | 1 076       | 37,53       |
| Votants        | Votants            | Votants        | 1 666        | 58,11        | 1 791       | 62,47       |
| Blancs et nuls | Blancs et nuls     | Blancs et nuls | 30           | 1,80         | 73          | 4,08        |
| Exprimés       | Exprimés           | Exprimés       | 1 636        | 98,20        | 1 718       | 95,92       |

*sortant

### Canton de Vitteaux
| Candidats      | Candidats           | Étiquette      | Premier tour | Premier tour |
| Candidats      | Candidats           | Étiquette      | Voix         | %            |
| -------------- | ------------------- | -------------- | ------------ | ------------ |
|                | François Sauvadet * | NC             | 992          | 55,36        |
|                | Didier Martin       | PRG            | 392          | 21,88        |
|                | Gérard Demartini    | FN             | 222          | 12,39        |
|                | Christine Becavin   | DVG            | 115          | 6,42         |
|                | Geneviève Duc       | PCF            | 71           | 3,96         |
|                |                     |                |              |              |
| Inscrits       | Inscrits            | Inscrits       | 2 853        | 100,00       |
| Abstentions    | Abstentions         | Abstentions    | 1 003        | 35,16        |
| Votants        | Votants             | Votants        | 1 850        | 64,84        |
| Blancs et nuls | Blancs et nuls      | Blancs et nuls | 58           | 3,14         |
| Exprimés       | Exprimés            | Exprimés       | 1 792        | 96,96        |

*sortant